# Rudolph Pabus Cleveringa (1894-1980)
Rudolph Pabus Cleveringa (Appingedam, 2 april 1894 – Oegstgeest, 15 december 1980) was een Nederlands jurist. Van 1927 tot 1958 was hij hoogleraar in het handelsrecht en het burgerlijk procesrecht aan de Universiteit Leiden. Hij werd bekend door zijn openbare rede op 26 november 1940 waarin hij protesteerde tegen het ontslag van Joodse collega's door de Duitse bezetters. Vanaf 1945 was hij lid van de Raad van State, deels in combinatie met het hoogleraarschap in Leiden. Geroemd werden zijn streven naar gerechtigheid, zijn hoge moraal en een krachtig arbeidsethos.

## Levensloop

### Jeugd en opleiding
Cleveringa werd geboren in Appingedam als telg uit het geslacht Cleveringa en zoon van de rechter mr. Jacobus Pieters (Piet) Cleveringa. Toen hij vier was, verhuisde het gezin naar Heerenveen. Hier leerde hij de latere minister van Buitenlandse Zaken Eelco van Kleffens kennen, met wie hij levenslang bevriend bleef.
Cleveringa doorliep de 3-jarige Rijks Hoogere Burgerschool in Heerenveen, waarvoor hij in 1909 slaagde, en kreeg in 1911 het einddiploma van de 5-jarige opleiding van de Rijks HBS te Leeuwarden. Hij deed daarna staatsexamen gymnasium, vereist voor een academische studie. Vanaf 1913 studeerde hij, tegelijkertijd met Van Kleffens, rechtsgeleerdheid aan de Rijksuniversiteit Leiden. Hij deed in juni 1917 zijn doctoraalexamen en promoveerde in 1919 cum laude bij Eduard Meijers. Zijn proefschrift, dat een sterk rechtshistorisch karakter had, was getiteld De zakelijke werking van de ontbindende voorwaarde; paranimf bij zijn promotie was jeugdvriend Van Kleffens, die dezelfde dag één uur eerder was gepromoveerd met Cleveringa als paranimf.

### Familieleven
In 1922 trouwde Cleveringa met Hiltje Boschloo die hem in alles ondersteunde; zij kregen drie dochters: Tineke (1923-2008), Lutgerdina Afina (1926-2015, "Dien") en Hiltje (1930–2021). Dien werd later rechter bij de rechtbank Haarlem en lid van de Raad van State, een van de eerste vrouwen in die rol; Hiltje werd eveneens meester in de rechten en is voor haar werk bij de Universiteit Leiden geëerd met een benoeming als officier in de Orde van Oranje-Nassau. Ze trouwde in 1954 met mr. Theo ten Kate (1931–2022), later procureur-generaal bij de Hoge Raad.

### Werk en verzet
Cleveringa begon zijn arbeidzame leven bij de IJzer- en Staaldistributie, maar hij trad al na anderhalf jaar in dienst bij de Koninklijke Nederlandse Stoomboot-Maatschappij (KNSM), waar hij van 1919 tot 1926 werkte als bedrijfsjurist. Hij verdiepte zich daar in het bijzonder in het zeerecht en publiceerde daarover het standaardwerk Zeerecht (1927, 4e druk 1961). Na een jaar als rechter bij de rechtbank Alkmaar gewerkt te hebben werd Cleveringa in 1927 aangesteld als hoogleraar handelsrecht en burgerlijk procesrecht aan de Universiteit Leiden, na het vertrek van F.G. Scheltema.
Hier hield hij als decaan van de rechtenfaculteit op 26 november 1940 zijn beroemd geworden rede in het Groot Auditorium van het Academiegebouw, waarin hij openlijk protesteerde tegen het door de Duitse bezettingsautoriteiten aangezegde ontslag van zijn leermeester, promotor en collega prof. Eduard Meijers en andere Joodse hoogleraren. Op rustige wijze, met een juridisch messcherpe, zuivere redenering zei hij nee tegen de vervolging van de Joden. Nog diezelfde avond werd de verzetsrede door enkele studenten onder leiding van André Koch in Den Haag gekopieerd en onmiddellijk verspreid onder de andere universiteiten. Cleveringa werd door de Sicherheitspolizei opgepakt en tot in de zomer van 1941 opgesloten in de gevangenis van Scheveningen.
De Leidse studenten besloten, mede daartoe geïnspireerd door Cleveringa's collega en medestander Ben Telders, tot een staking en daarop werd het onderwijs en het afnemen van examens verboden. De studenten (veel geringer in aantal dan nu) meldden zich onmiddellijk aan bij de Gemeente Universiteit Amsterdam.
In 1944 werd Cleveringa als gijzelaar geïnterneerd in Kamp Vught. Na zijn vrijlating werd hij door het Londens kabinet benoemd in het College van Vertrouwensmannen dat de overgang naar een normaal bestuur na de bevrijding van de Duitse bezetting in Nederland moest coördineren.

### Na de oorlog
Na de oorlog keerde Cleveringa, net als Meijers, terug als hoogleraar aan de Rijksuniversiteit Leiden, die in september 1945 werd heropend. Zijn eerste promovendus was de latere Rotterdamse hoogleraar Piet Sanders, die tijdens de oorlog geweigerd had een andere promotor te zoeken. Cleveringa werd in dat jaar tevens benoemd tot lid van de Raad van State in buitengewone dienst. In 1946 trad hij op als erepromotor bij de verlening van een eredoctoraat aan Winston Churchill in de Leidse Pieterskerk.
Cleveringa ontving van de Amerikaanse regering op 8 april 1953 de Medal of Freedom voor zijn verzetswerk. Hoewel een hoogleraar toen doorgaans aanbleef tot zijn 70e, ging hij in 1958 vroegtijdig met emeritaat en werd gewoon lid van de Raad van State. Hij bleef dit tot 1963, toen hij weer lid in buitengewone dienst werd.

## Galerij

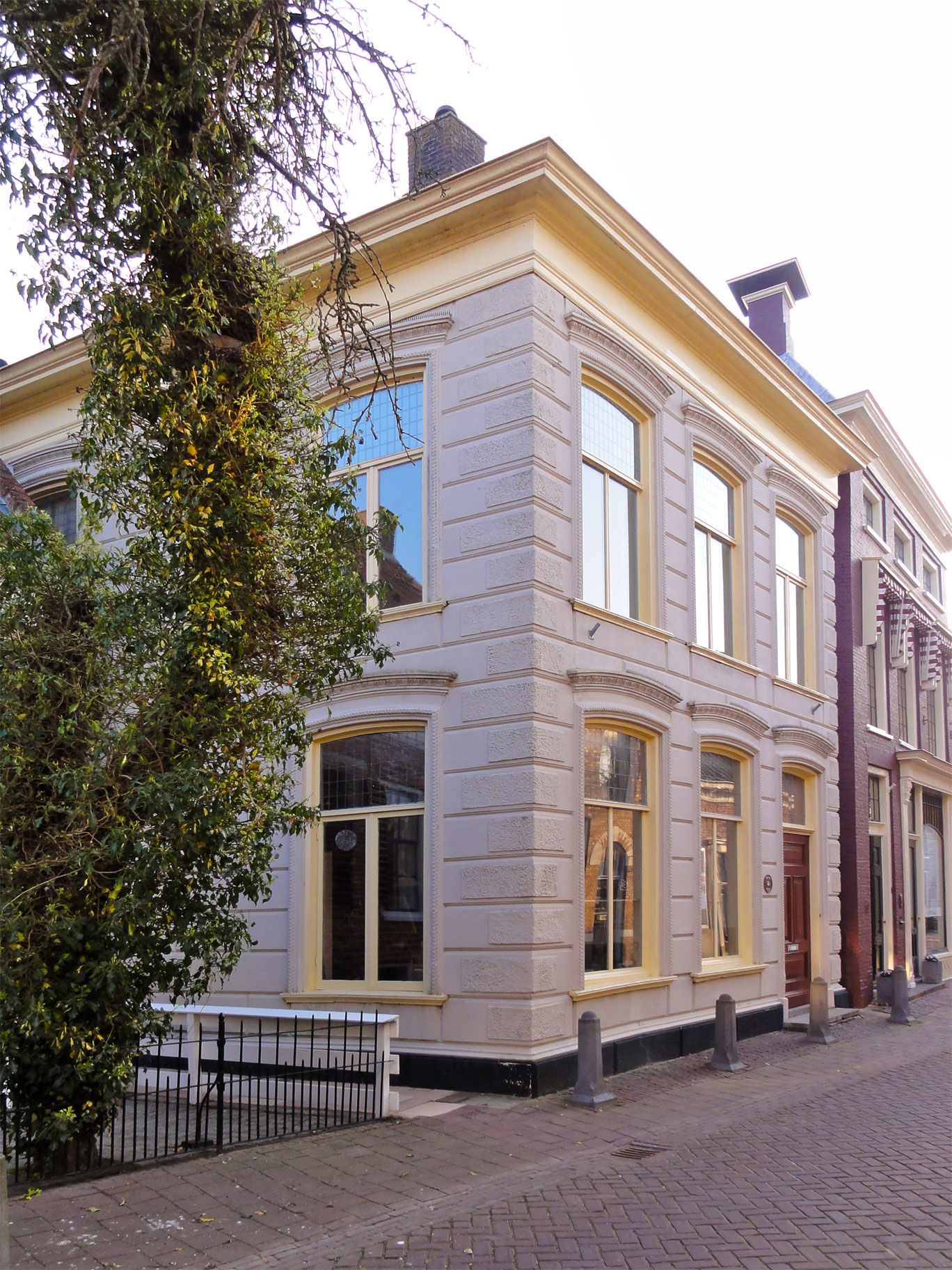
Geboortehuis, Solwerderstraat 1, Appingedam
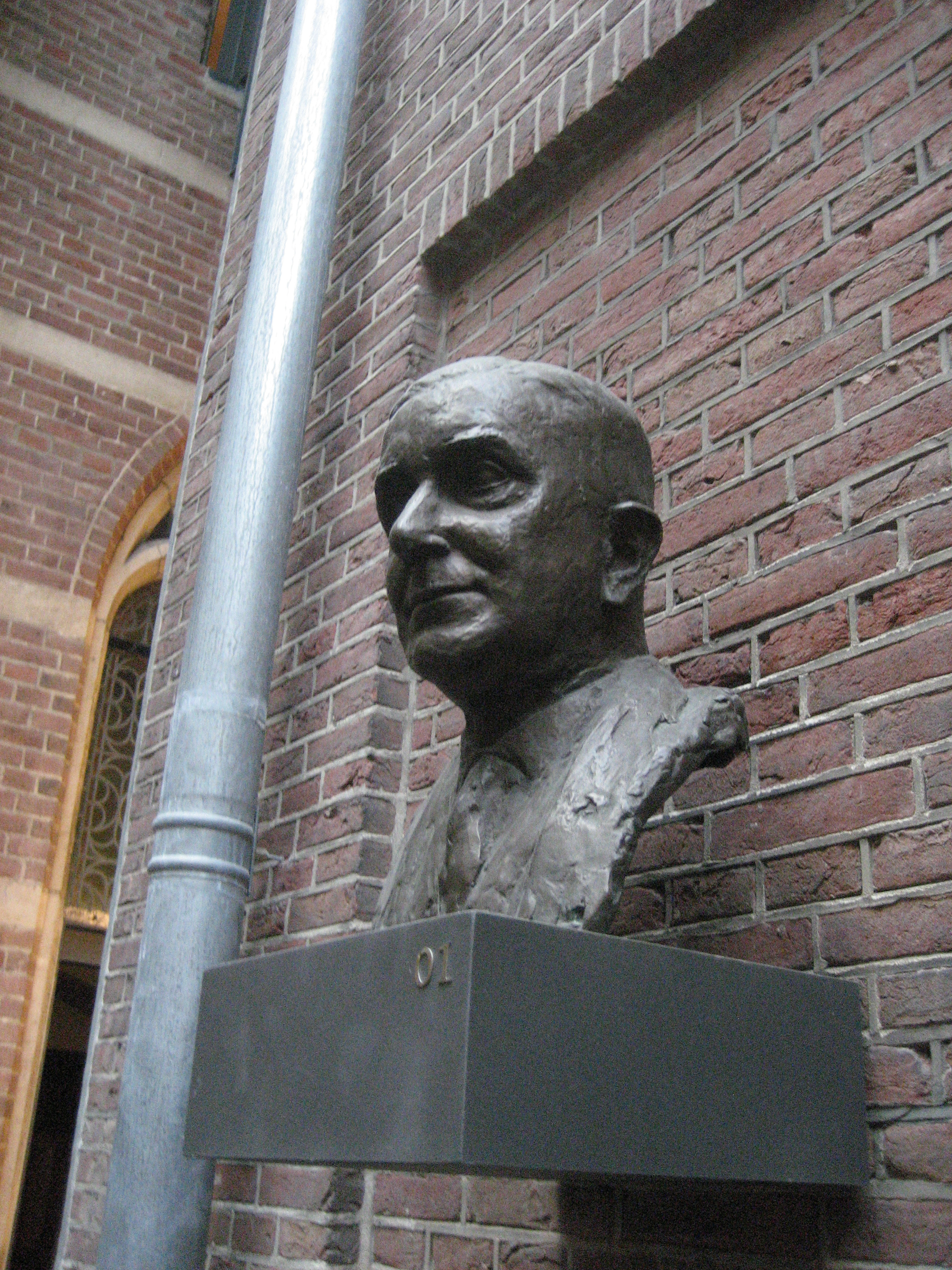
Cleveringa (buste door Eja Siepman van den Berg)
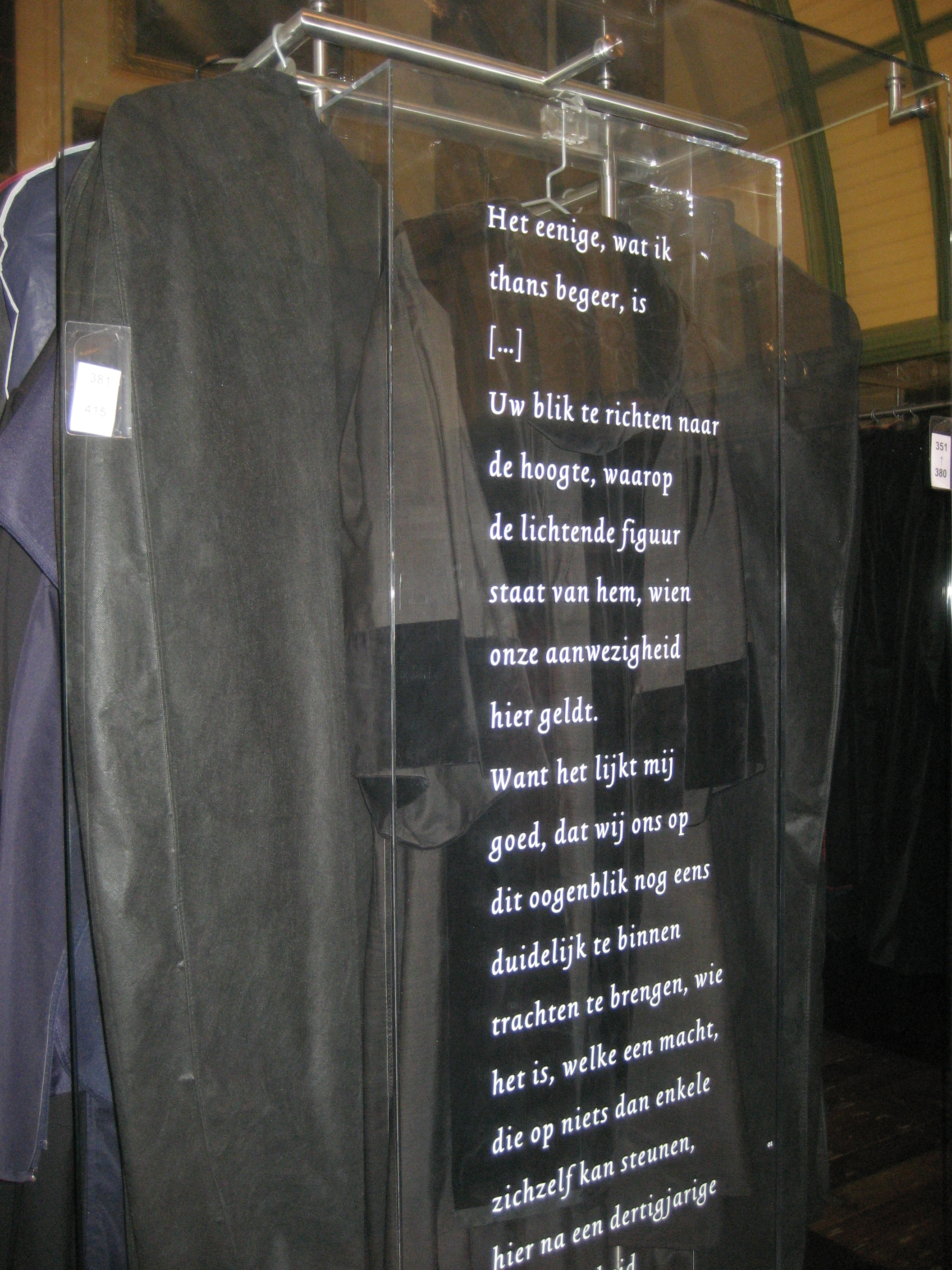
Toga van Cleveringa
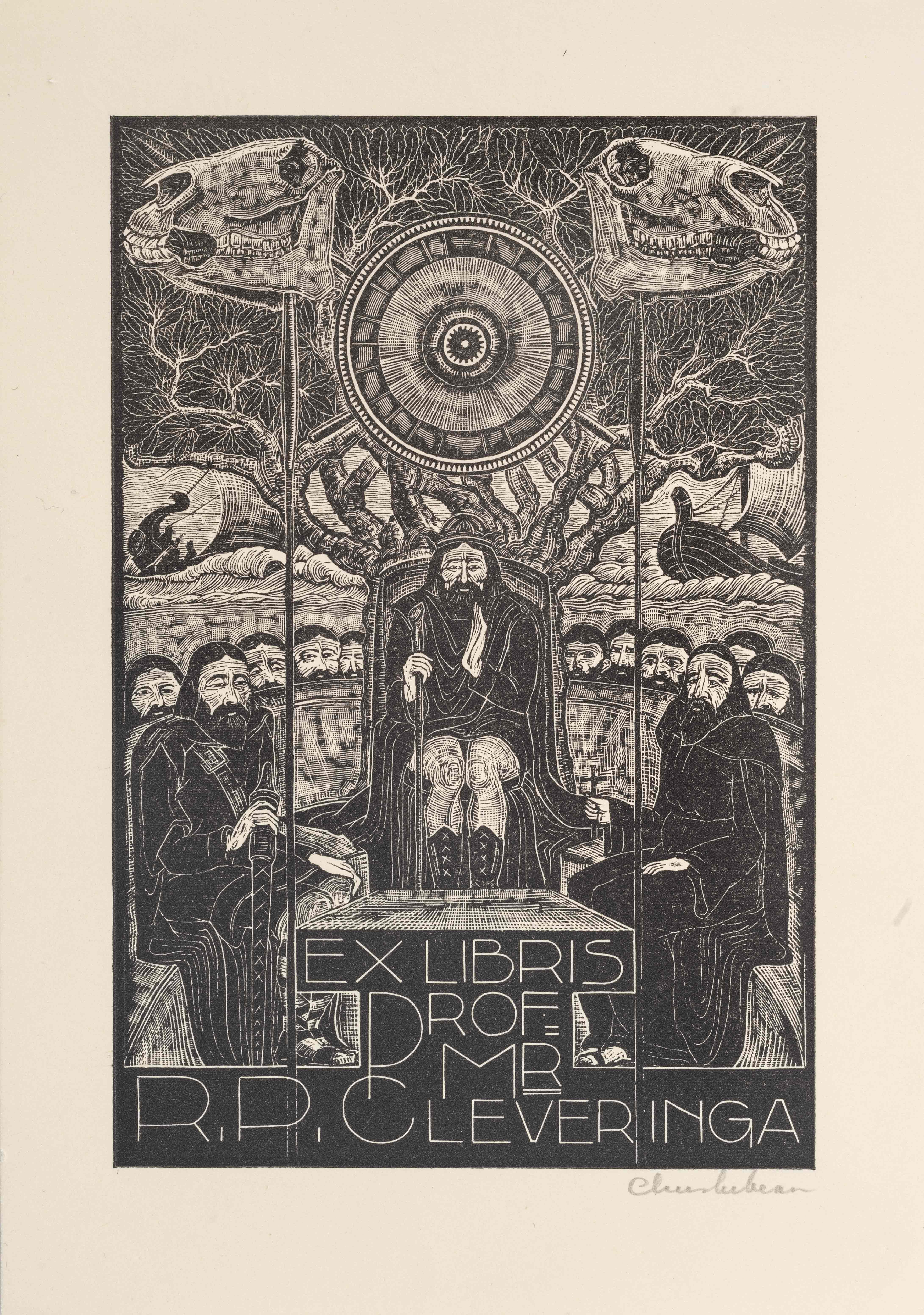
Ex libris van Cleveringa (ontwerp Chris Lebeau)

## Postuum
- De Universiteit Leiden eert Cleveringa's betekenis door het ontplooien van diverse activiteiten:

1. De Cleveringaleerstoel is sinds 1970 een jaarlijks wisselende leerstoel voor een gasthoogleraar uit binnen- of buitenland.[9]
2. Elk jaar wordt de Cleveringarede gehouden, omdat Cleveringa door zijn rede het motto van de universiteit Praesidium libertatis (Bolwerk van de vrijheid[10]) op indrukwekkende wijze gestalte gaf.
3. Jaarlijks organiseert het Leids Universiteits Fonds op of rond 26 november de Cleveringalezingen op tal van plaatsen in de wereld.
4. Ook onder auspiciën van het Leids Universiteit Fonds is in de 21e eeuw regelmatig een Cleveringadebat voor studenten gehouden.
5. In 2004 werd hij door de lezers van het Leidse universiteitsblad Mare gekozen tot "de grootste universitaire Leidenaar", vóór Christiaan Huygens en Johan Rudolph Thorbecke.[11]

- De rede die Cleveringa op 26 november 1940 hield als protest tegen de nazi's, werd in 2015 door luisteraars van het radioprogramma OVT uitgeroepen tot 'Beste Nederlandse speech aller tijde'.[12][8]
- Het pleintje bij de ingang van de Leidse universiteitsbibliotheek heet Cleveringaplaats.
- Ook zijn geboorteplaats Appingedam heeft een Cleveringaplein en sinds 2018 heeft de school voor voortgezet onderwijs in die plaats de naam Rudolph Pabus Cleveringa Lyceum.